# Шачидеви
Шачиде́ви (IAST: Śacīdevī), Шачима́та (IAST: Śacimātā) или Ша́чи (IAST: Śacī) — бенгальская святая, мать основоположника гаудия-вайшнавизма Чайтаньи.
Жила во второй половине XV — начале XVI века. Шачи была дочерью брахмана Ниламбара Чакраварти и женой Джаганнатхи Мишры. До Вишвамбхары (Чайтаньи) и его старшего брата Вишварупы, Шачидеви родила восемь дочерей, все из которых умерли во младенчестве. Шачи дожила до глубокой старости, пережив обоих своих сыновей. Поздний период своей жизни она провела под опекой второй жены Чайтаньи — Вишнуприи. По просьбе Шачи, Чайтанья провёл последние 18 лет своей жизни в городе Пури.